# Colțești (Alba)
Colțești [kolˈtseʃtʲ] (veraltet Trăscău-Sîngeorgiu, Sângiorgiul Trascăului; ungarisch Torockószentgyörgy) ist ein Dorf im Kreis Alba in Rumänien. Es ist Teil der Gemeinde Rimetea.
Selten ist der Ort auch unter der ungarischen Bezeichnung Toroczkó-Szentgyörgy und der deutschen Sankt Georgen bekannt.

## Geographische Lage

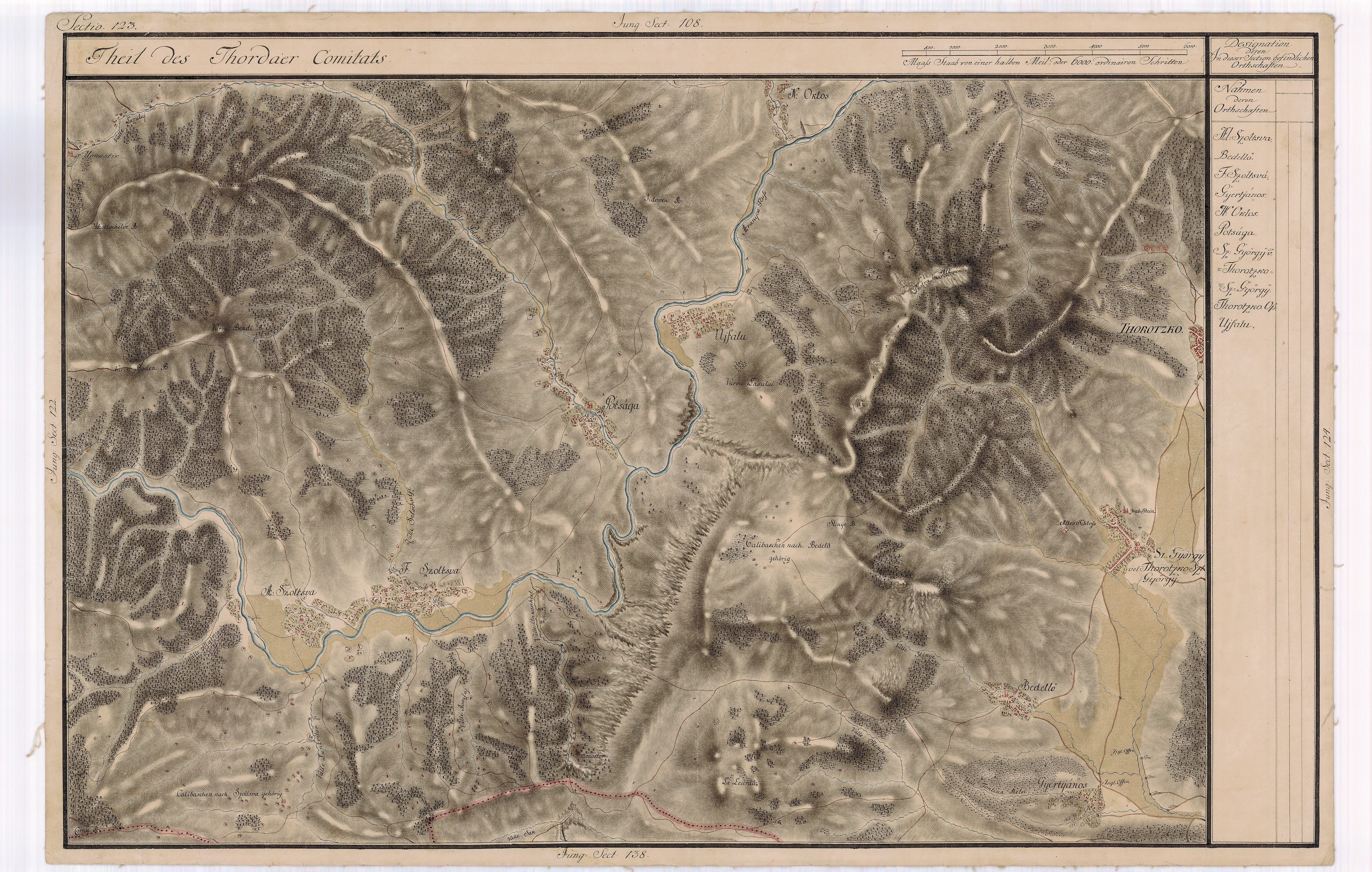
Colțești unter Thorotzko Sz. György in der Josephinischen Landaufnahme von 1767 bis 1773

Colțești liegt am Aiud – ein rechter Nebenfluss des Mureș (Mieresch) – im Trascău-Gebirge, im historischen Stuhlbezirk Torockó des Torda-Aranyos Komitat. An der Kreisstraße (drum județean) DJ 107M befindet sich das Dorf vier Kilometer südlich vom Gemeindezentrum entfernt. Die nächstgelegene Kleinstadt Aiud (Straßburg am Mieresch) liegt etwa 20 Kilometer südöstlich von Colțești.

## Geschichte
Colțești wurde erstmals 1291 urkundlich erwähnt. Auf dem Areal des Dorfes von den Einheimischen Várhegy (ungarisch für Burgberg; rumänisch Dealul Cetății) genannt, wo sich eine Burgruine befindet, wurden mehrere archäologische Funde, welche bis in die Jungsteinzeit und der Römerzeit deuten, gemacht. Einige dieser Funde befinden sich im Museum in Aiud.

## Bevölkerung
Bei der Volkszählung 1850 wohnten im Ort Colțești 774 Menschen. 749 davon waren Magyaren, 17 waren Roma und acht waren Rumänen. 1920 wurde mit 1025 die größte Bevölkerungszahl registriert (1018 Ungarn, 7 Rumänen). Bei der Volkszählung 2002 lebten in Colțești 611 Personen, darunter 601 Ungarn und zehn Rumänen. Des Weiteren wurden 1880 auch zwei Rumäniendeutsche registriert.

## Sehenswürdigkeiten

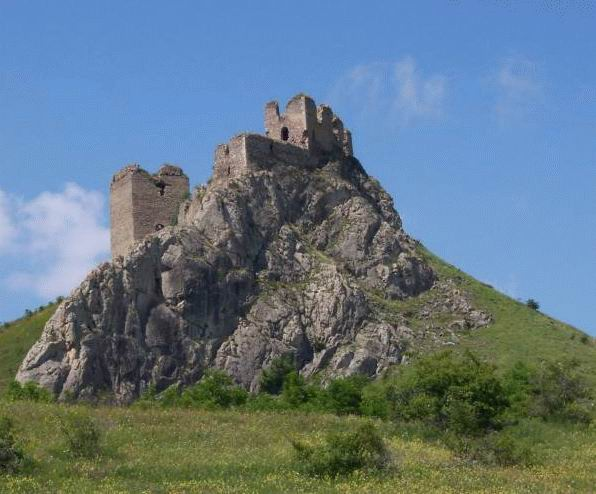
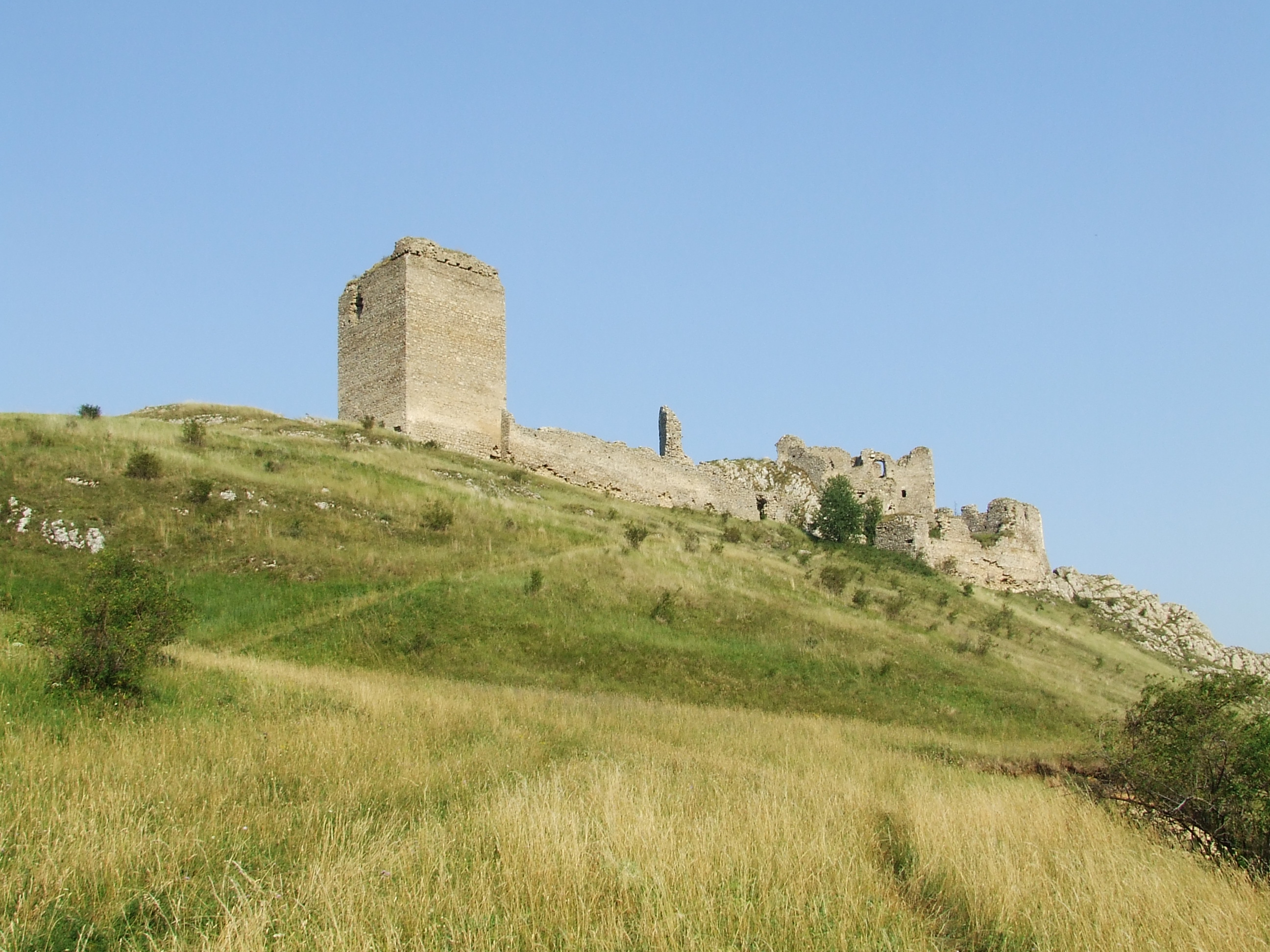

- Die Burgruine[7] Cetatea Colțești auch Cetatea Trascăului, ungarisch Székelykő Várkő genannt, im 13. Jahrhundert errichtet, befindet sich westlich von Colțești. Die Ritterburg, ein Besitz der ungarischen Adelsfamilie Thoroczkay, wurde 1470 von Matthias Corvinus beschlagnahmt und kommt erst 1516 in Familienbesitz der Thoroczkays zurück. 1713 wurde die Burg von österreichischen Truppen zerstört und nie wieder aufgebaut. Heute steht die Ruine unter Denkmalschutz.[8]
- Das ehemalige Franziskaner Kloster, 1727 von der katholischen Adelsfamilie Thoroczkay gestiftet,[4] im 19. Jahrhundert erneuert, steht unter Denkmalschutz.[8]
- Die römisch-katholische Kirche, 1727 von der Adelsfamilie Thoroczkay gestiftet, wurde 1897 erneuert, steht unter Denkmalschutz.[8]
- Die ehemalige Franziskaner Kirche, 1727 von der Adelsfamilie Thoroczkay gestiftet, 1867 erneuert, ist heute eine katholische Kirche und steht unter Denkmalschutz.[8]
- Die unitarische Kirche,[9] etwa Anfang des 18. Jahrhunderts errichtet.
- Die reformierte Kirche, im 17. Jahrhundert errichtet, wurde 1890 erneuert.[10]

Bilder der Burgruine Colțești

## Persönlichkeiten
- Sámuel Brassai (1800–1897), Polyhistor, an seinem Geburtshaus gibt es eine Gedenktafel
- János Gáspár, siebenbürgischer Pädagoge und Sprachwissenschaftler[11]